# Danseur Étoile
Danseur étoile (per gli uomini) o danseuse étoile (per le donne), letteralmente "ballerino stella", è il più alto grado che un ballerino può raggiungere nella sua carriera. i gradi sono: solista, primo ballerino, anche detto "principal dancer" nei teatri anglosassoni; e per ultimo, appunto, "étoile", titolo riconosciuto in tutto il mondo.
Il termine "étoile" era stato usato per designare i migliori solisti del Balletto dell'Opera di Parigi sin dal XIX secolo, ma fu solo nel 1940 che il maestro di danza Serge Lifar decise di ufficializzare il titolo al vertice della gerarchia della compagnia. A differenza di tutti i gradi inferiori del Balletto (quadrille, coryphée, sujet, premier danseur), la promozione a étoile non dipende dal successo negli esami dei concorsi annuali. I ballerini devono esibirsi in ruoli di primo piano, a volte per molti anni, prima di poter conseguire il grado per nomina del direttore dell'Opera di Parigi, su proposta del directeur de la danse (il capo del balletto), in riconoscimento di eccezionali superiorità e merito.
Non esiste una regola specifica per quanto riguarda la nomina. Le étoiles sono solitamente scelte tra i premiers danseurs (il più alto grado raggiungibile attraverso gli esami), ma eccezionalmente alcuni ballerini, come Manuel Legris o Laurent Hilaire, sono stati promossi direttamente dal rango inferiore di sujet. Le nomine venivano inizialmente fatte a livello amministrativo, poi più tardi dietro le quinte, con il sipario chiuso. Ora si svolgono alla fine di una rappresentazione, a sipario aperto.
Il titolo è conferito a vita ed è quindi mantenuto dopo il pensionamento, che è fissato ad un'età massima di 42 anni, come per tutti gli altri ballerini del Balletto dell'Opera di Parigi. Il numero massimo di danseurs étoiles attivi all'interno della compagnia, inizialmente limitato a 4, è progressivamente aumentato nel tempo e oggi è fissato a 18.

## Elenco delleétoilesdel Balletto dell'Opera di Parigi
Per anno di nomina (la prima data, la seconda corrisponde all'anno di dimissioni o pensionamento):
- 1940–1960 : Lycette Darsonval
- 1940–1944 : Solange Schwarz
- 1941–1946 : Serge Peretti primo uomo "Étoile"
- 1941–1945 : Yvette Chauviré dopo la prima di Istar di Serge Lifar
- 1946–1959 : Michel Renault all'età di 19 anni
- 1946–1949 : Roger Fenonjois
- 1947–1951 : Roger Ritz dopo la prima di Palais de cristal di George Balanchine
- 1947–1957 : Christiane Vaussard
- 1947–1960 : Aleksandr Kaljužnyj
- 1948–1957 : Micheline Bardin
- 1948–1963 : Max Bozzoni
- 1949–1957 : Nina Vyrubova
- 1950–1959 : Liane Daydé all'età di 19 anni
- 1952–1960 : Madeleine Lafon
- 1953–1953 : Jean Babilée nominato solo 4 anni dopo essersi unito alla compagnia, lasciò 9 mesi dopo per fondarne una propria.
- 1953–1964 : Youly Algaroff
- 1954–1967 : Jean-Pierre Andréani
- 1955–1958 : Peter van Dijk esterno alla compagnia
- 1957–1961 : Marjorie Tallchief esterna alla compagnia
- 1956–1972 : Claude Bessy
- 1957–1961 : George Skibine
- 1958–1971 : Josette Amiel
- 1961–1964 : Flemming Flindt
- 1960–1977 : Claire Motte
- 1961–1972 : Attilio Labis dopo un'esibizione in Pas de dieux di Gene Kelly, chiamato da André Malraux
- 1961–1974 : Jacqueline Rayet dopo un'esibizione in Giselle
- 1964–1986 : Cyril Atanassoff
- 1964–1978 : Christiane Vlassi
- 1965–1983 : Nanon Thibon
- 1966–1969 : Jean-Pierre Bonnefoux
- 1968–1983 : Noëlla Pontois
- 1969–1989 : Georges Piletta
- 1969–1983 : Wilfride Piollet
- 1970–1980 : Claudette Scouarnec del corpo di ballo dell'Opéra Comique
- 1971–1989 : Jean-Pierre Franchetti
- 1971–1989 : Michael Denard
- 1972–1989 : Patrice Bart
- 1972–1983 : Ghislaine Thesmar
- 1972–1990 : Jean Guizerix
- 1974–1980 : Carolyn Carlson
- 1976–1980 : Dominique Khalfouni
- 1977–1998 : Charles Jude
- 1977–1992 : Florence Clerc
- 1978–1993 : Claude de Vulpian
- 1980–1988 : Patrick Dupond
- 1981–1996 : Jean-Yves Lormeau
- 1981–1999 : Élisabeth Platel
- 1982–1996 : Monique Loudières
- 1983–1997 : Françoise Legrée
- 1984–1989 : Sylvie Guillem
- 1985–2001 : Isabelle Guérin
- 1985–2007 : Laurent Hilaire
- 1986–2009 : Manuel Legris
- 1988–2005 : Élisabeth Maurin
- 1989–2008 : Kader Belarbi
- 1990–1999 : Marie-Claude Pietragalla
- 1993–2001 : Carole Arbo
- 1993–2001 : Fanny Gaïda
- 1993–2014 : Nicolas Le Riche
- 1997–2013 : Agnès Letestu
- 1997–2010 : José Martinez
- 1998–2015 : Aurélie Dupont[5]
- 2000–2008 : Jean-Guillaume Bart
- 2002–2012 : Clairemarie Osta
- 2002–2017 : Laëtitia Pujol[6]
- 2004–2018 : Marie-Agnès Gillot[7]
- 2004–2025 : Mathieu Ganio
- 2005–2008 : Wilfried Romoli
- 2005–2011 : Delphine Moussin
- 2005–2016 : Benjamin Pech[8]
- 2006–2018: Hervé Moreau
- 2007–2023: Émilie Cozette
- 2007–2017 : Jérémie Bélingard[9]
- 2007–     : Dorothée Gilbert
- 2009–2014 : Isabelle Ciaravola
- 2009–     : Mathias Heymann
- 2009–2018 : Karl Paquette
- 2010–2022 : Stéphane Bullion
- 2012–2018 : Josua Hoffalt
- 2012–2025 : Ludmila Pagliero
- 2012–2024 : Myriam Ould-Braham
- 2013–2021 : Eleonora Abbagnato
- 2013–2023 : Alice Renavand
- 2014–     : Amandine Albisson
- 2015–2024: Laura Hecquet[10]
- 2016–     : Germain Louvet[11]
- 2016–     : Léonore Baulac[12]
- 2017–     : Hugo Marchand[13]
- 2018–     : Valentine Colasante[14]
- 2020–  : Paul Marque
- 2021–  : Sae Eun Park
- 2022−2022  : François Alu
- 2023–  : Hannah O'Neill
- 2023–  : Marc Moreau
- 2023–  : Guillaume Diop
- 2024–  : Bleuenn Battistoni
- 2024–  : Roxane Stojanov